# Gustav Zigeuner
Gustav Zigeuner (* 28. Jänner 1886 in Trbovlje; † 29. November 1979, bis 1919 Zigeuner von Blumendorf(f)) war ein österreichischer Jurist und 1956 bis 1957 Präsident des Verfassungsgerichtshofes der Republik Österreich.

## Leben
1908 trat er in den Gerichtsdienst ein. Seine weiteren Stationen waren: 1909 Auskultant, 1912 Richterernennung, 1919 Bezirksrichter, 1924 Landesgerichtsrat, 1928 Oberlandesgerichtsrat, 1931 Rat des Oberlandesgerichts Graz, 1934–1938 Präsident des Landesgerichts Klagenfurt. In der NS-Zeit wurde er im August 1938 als „unwürdig“ entlassen und dann bis 9. November 1940 in ein Konzentrationslager verbracht. 1943 ist er als Vertragsbediensteter der Landeskrankenkasse Graz nachweisbar.
Nach dem Zusammenbruch des NS-Regimes war er wesentlich am Wiederaufbau der österreichischen Justiz im Sprengel des Oberlandesgerichts Graz beteiligt. Ab 24. Juni 1945 übernahm er im Auftrag des provisorischen Landeshauptmanns der Steiermark Rainhard Machold provisorisch die Leitung des Oberlandesgerichts Graz, von 1. Juli 1945 bis 1956 war er Präsident des Oberlandesgerichts Graz. In einem Spiegel-Artikel wurde er einmal als „Gustav der Mächtige“ benannt.
1946 wurde er zum Vizepräsidenten des nach dem Bundes-Verfassungsgesetz neu bestellten Verfassungsgerichtshofes ernannt, vom 1. Februar 1956 bis Ende des Jahres 1957 bekleidete er die Stellung eines Präsidenten des österreichischen Verfassungsgerichtshofes. An sich hätte Zigeuner nach den Regeln des Art. 147 Abs. 6 B-VG mit Ende 1956 die Altersgrenze für Mitglieder des Verfassungsgerichtshofes erreicht (= „der 31. Dezember des Jahres ..., in dem das Mitglied oder das Ersatzmitglied das siebzigste Lebensjahr vollendet hat“), diese wurde aber mit einem eigenen Bundesverfassungsgesetz (BGBl. Nr. 269/1956) ausnahmsweise um ein Jahr verlängert. Hintergrund dieser Verlängerung war ein Kompromiss zwischen den Regierungsparteien SPÖ und ÖVP über die Nachfolge.
An der Universität Graz war er ab September 1945 Prüfungskommissär und ab Oktober 1948 Präses der judiziellen Staatsprüfungskommission an der rechts- und staatswissenschaftlichen Fakultät.
Er ist auf dem St.-Leonhard-Friedhof in Graz beigesetzt.

## Auszeichnungen
- 1917: Kriegskreuz für Zivilverdienste III. Klasse
- 1952: Ehrenbürger der Stadt Fehring
- 1955: Großes Goldenes Ehrenzeichen mit dem Stern für Verdienste um die Republik Österreich[5]
- 1966: Ehrenring der Stadt Graz[6]